# Yohei Takeda
Yohei Takeda (武田 洋平 Takeda Yōhei?, Daitō, Osaka, 30 de junio de 1987) es un futbolista japonés que juega como guardameta en el Nagoya Grampus.

## Trayectoria

### Clubes
| Club                     | País  | Año       |
| ------------------------ | ----- | --------- |
| Shimizu S-Pulse          | Japón | 2006-2012 |
| Albirex Niigata (cedido) | Japón | 2011      |
| Gamba Osaka (cedido)     | Japón | 2012      |
| Cerezo Osaka             | Japón | 2013      |
| Oita Trinita             | Japón | 2014-2015 |
| Nagoya Grampus           | Japón | 2016-     |

## Palmarés

### Títulos nacionales
| Título         | Club           | País  | Año  |
| -------------- | -------------- | ----- | ---- |
| Copa J. League | Nagoya Grampus | Japón | 2021 |
| Copa J. League | Nagoya Grampus | Japón | 2024 |